# Vulkanöarna

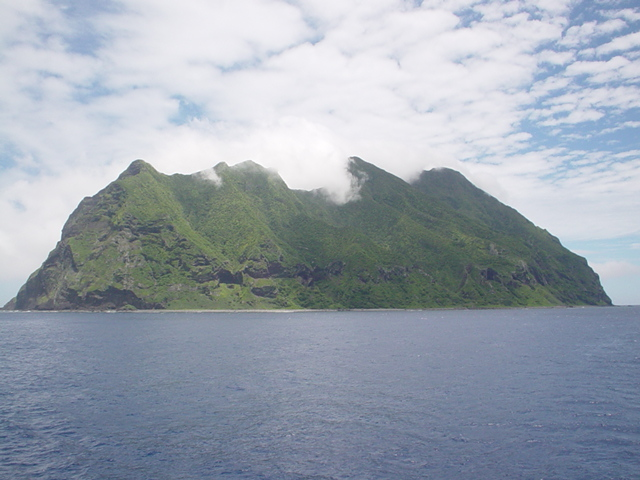
Kita Ioto

Vulkanöarna (japanska: 火山列島?, Kazan-rettō) är en ögrupp med tre öar bland Ogasawaraöarna i nordvästra Stilla havet som tillhör Japan. Här stod under Stilla havskriget slaget om Iwo Jima (det dåtida namnet på Ioto). Öarna har en yta på ca 33 km2 och en folkmängd på 380.

## Historia
Det är osäkert när öarna upptäcktes, de första dokumenterade japanska kontakterna skedde kring 1670 och då var öarna obebodda.
Öarna var obebodda fram till 1889 då de två nordligaste öarna blev bebodda av japanska nybyggare från Izuöarna. Vulkanöarna blev annekterade av Japan 1891.
Under andra världskriget utspelades våren 1945 ett av de största och betydande slagen i Stilla havet (Slaget om Iwo Jima) kring ön Ioto. Öarna ockuperades sedan av USA som förvaltade öarna fram till 1968 då de återlämnades till Japan.
År 2007 anmäldes Vulkanöarna tillsammans med övriga Ogasawaraöarna till Unescos världsarvslista.

## Geografi

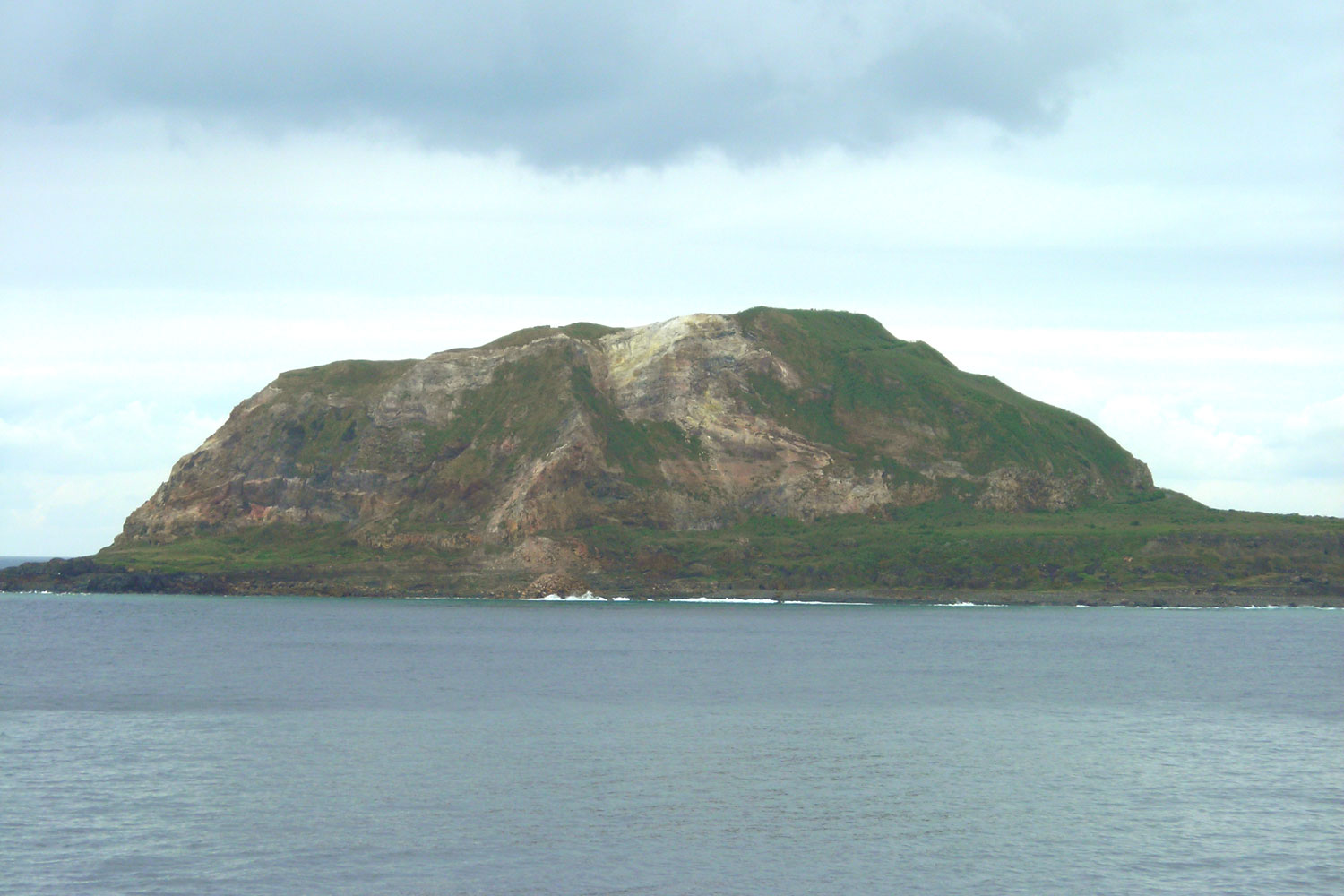
Ioto

Vulkanöarna ligger cirka 148 till 300 kilometer sydväst om Ogasawaraöarna och cirka 1 200 kilometer sydöst om Honshu. Öarna är av vulkaniskt ursprung och har en areal om ca 33,5 km². De består av tre öar på en 137 km lång linje från norr till söder:
- Kita Ioto (Norra Svavelön), ca 6,0 km², 67 km norr om huvudön
- Ioto (Svavelön), huvudön, ca 21,0 km²
- Minami Ioto (Södra Svavelön), ca 3,7 km², ca 58 km söder om huvudön

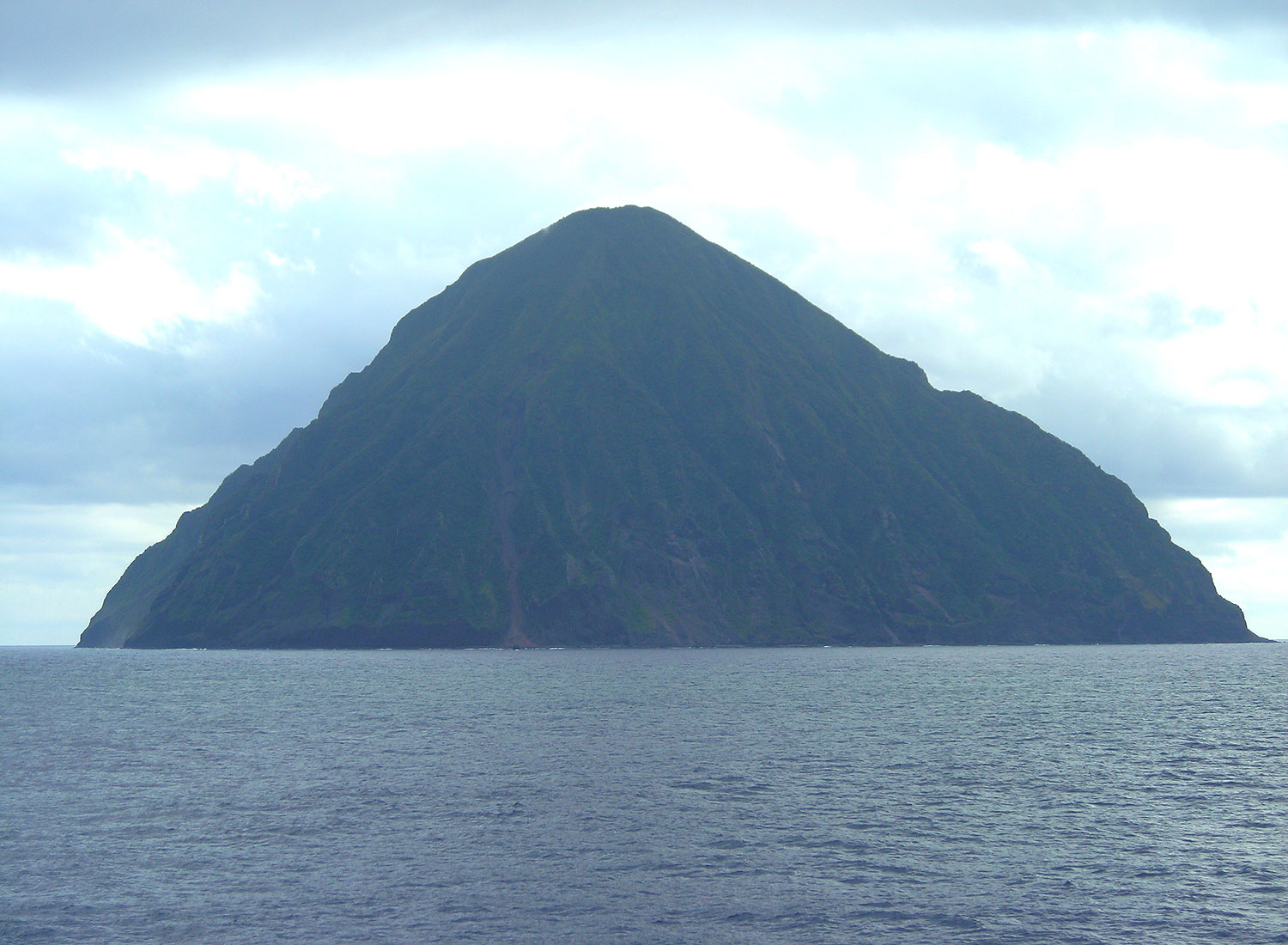
Minami Ioto

Den högsta vulkantoppen ligger 970 m ö.h. och finns på Minami Ioto. Vulkanöarna är obebodda förutom cirka 300 militäranställda på Ioto. Öarna tillhör förvaltningsmässigt Tokyo prefektur på huvudön Honshu.